# Audi RS4
De Audi RS 4 is de sportiefste versie van de Audi A4 afkomstig van de Duitse autoproducent Audi. De Audi RS 4 wordt nog boven de Audi S4 geplaatst die iets minder sportief is. De RS 4 moet de concurrentie aangaan met andere prestatiegerichte auto's zoals de BMW M3, Mercedes-Benz C-Klasse AMG en de Lexus IS-F.
De Audi RS 4 wordt ontwikkeld door quattro GmbH. "RS" staat voor "Renn Sport" wat Audi's hoogste modellenlijn is die nog boven de S ("Sport")-modellen is gepositioneerd.

## Eerste generatie (B5)
De eerste generatie Audi RS 4 kwam in 1999 op de markt op basis van de Audi A4 B5 als Avant en bleef tot 2001 in productie. Het is de opvolger van de samen met Porsche ontwikkelde Audi RS2.

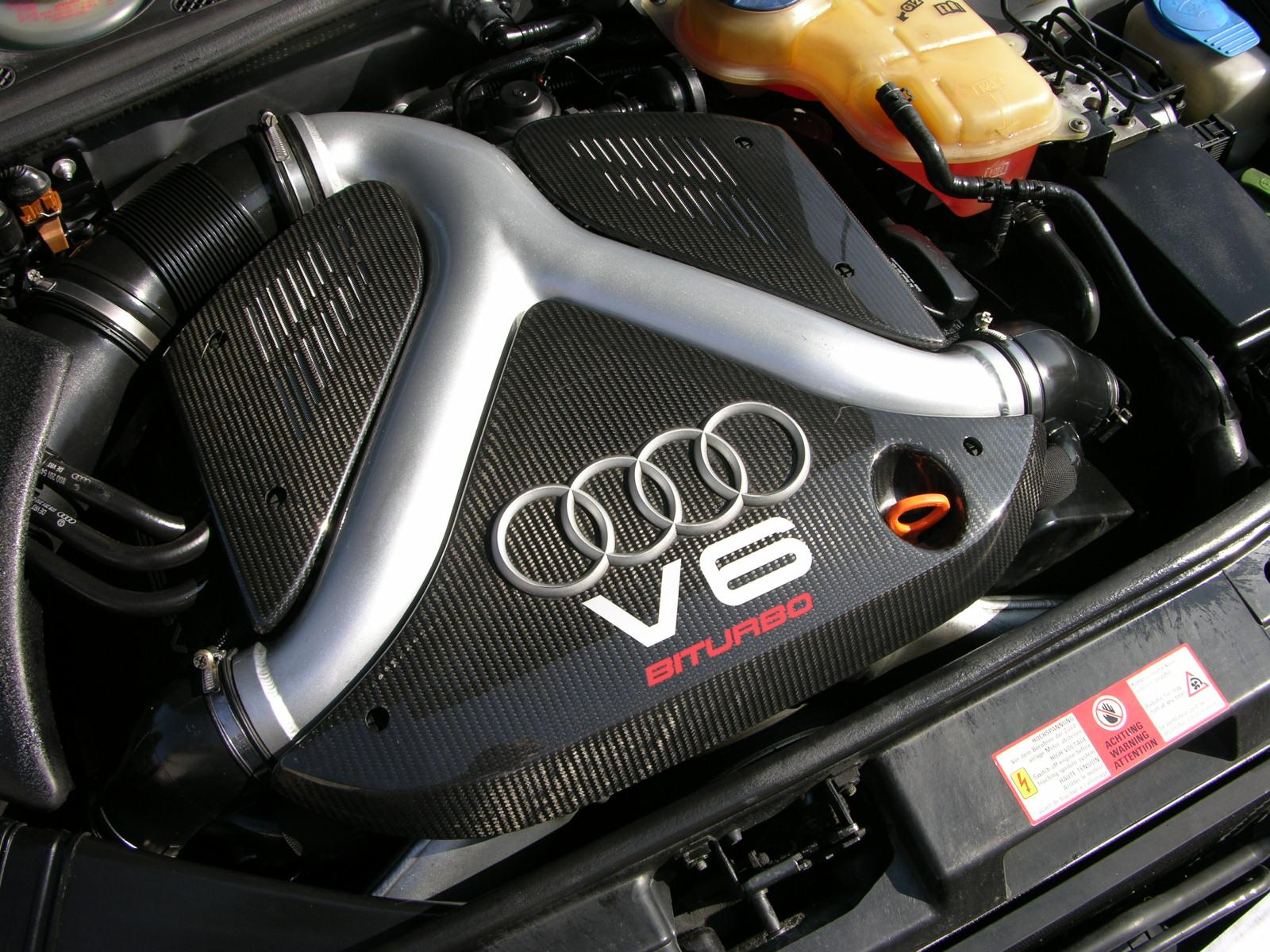
De 2.7 V6 biturbo uit de RS 4.

De RS 4 heeft een 2,7-liter V6 biturbo-motor met vijf kleppen per cilinder die een vermogen levert van 380 pk en een koppel van 440 Nm. Dit is dezelfde motor als die van de S4 B5 die standaard 265 pk en 400 Nm levert. Maar dankzij verschillende aanpassingen aan de luchtinlaat, cilinderkoppen en turbo's kon het vermogen worden opgeschroefd naar 380 pk. Deze techniek is niet meer afkomstig van Porsche zoals bij de RS2 maar is getuned door Cosworth. Het maximumvermogen is beschikbaar bij 7.000 tpm en het koppel vanaf 2500 tpm. De brandstof wordt ingespoten met multipointinjectie (meerpuntsinspuiting). De motor wordt gesmeerd met speciale synthetische olie met een lage viscositeit aangezien de olietemperatuur kan oplopen tot 135 C°.
De motor is gekoppeld aan handgeschakelde zestrapsversnellingsbak en de wagen heeft standaard permanente quattro-vierwielaandrijving. De auto kan in 4,9 seconden naar de 100 km/h accelereren, met een begrensde top van 250 km/h.
Ook de remmen zijn afkomstig van Cosworth in plaats van Porsche zoals bij de RS2 het geval was. De voorremmen zijn voorzien van 360 mm geventileerde stalen remschijven met dubbel-zuigerige remklauwen. De achterremmen hebben 312 mm stalen remschijven met enkel-zuigerige remklauwen. De RS 4 was standaard voorzien van 18 inch negenspaaks velgen.
Er zijn in totaal 6030 RS4 B5-modellen geproduceerd. De wagen kostte destijds € 97.381.

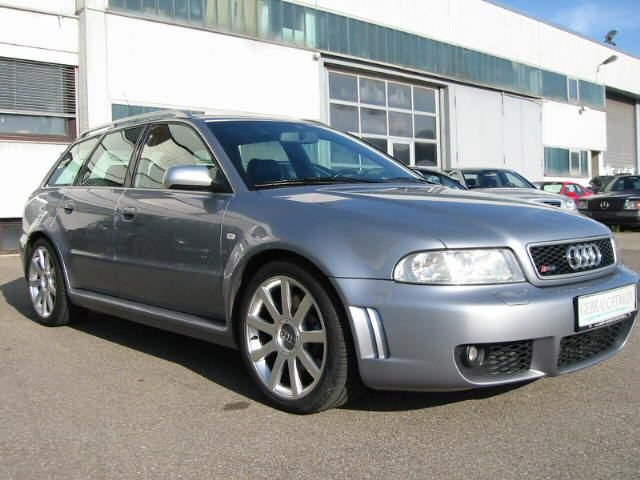
zijaanzicht
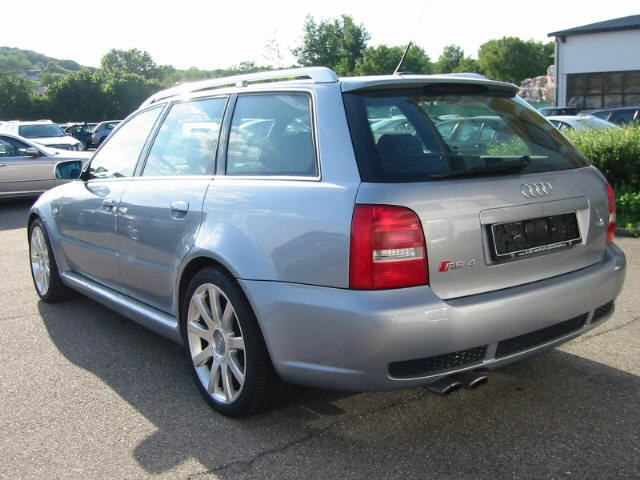
achteraanzicht
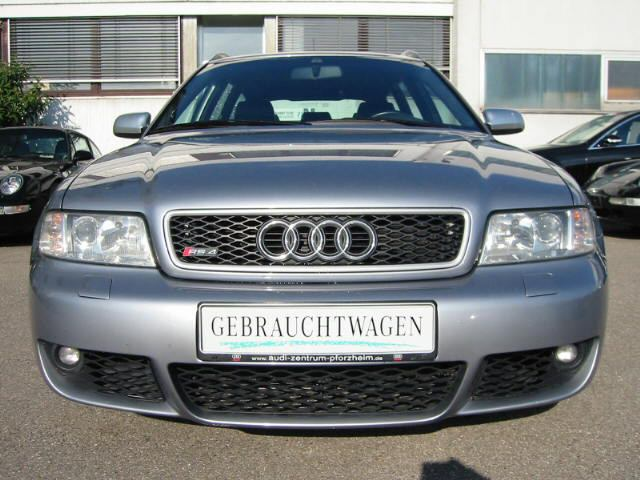
vooraanzicht

## Tweede generatie (B7)
De tweede generatie Audi RS 4 kwam in 2006 op de markt op basis van de Audi A4 B7. Er is geen RS-versie gebouwd op het B6-platform, omdat Audi slechts één RS-model tegelijk in productie wilde hebben. De Audi RS6 vulde toentertijd het gat tussen de RS-modellen.
Het eerste model van de RS 4 B7 was de Limousine die eind 2005 verscheen. Deze bleef in productie tot eind 2007 waarna de sedanversie van de A4 B7 vervangen werd door de A4 B8. De Avant verscheen in 2006 en blijft tot begin 2008 in productie waarna ook dit basismodel vervangen wordt voor de A4 B8. Als laatste verscheen in 2006; de RS4 Cabriolet. Ook dit model verdween met de komst van de Audi A5 Cabriolet in 2009 uit de prijslijsten

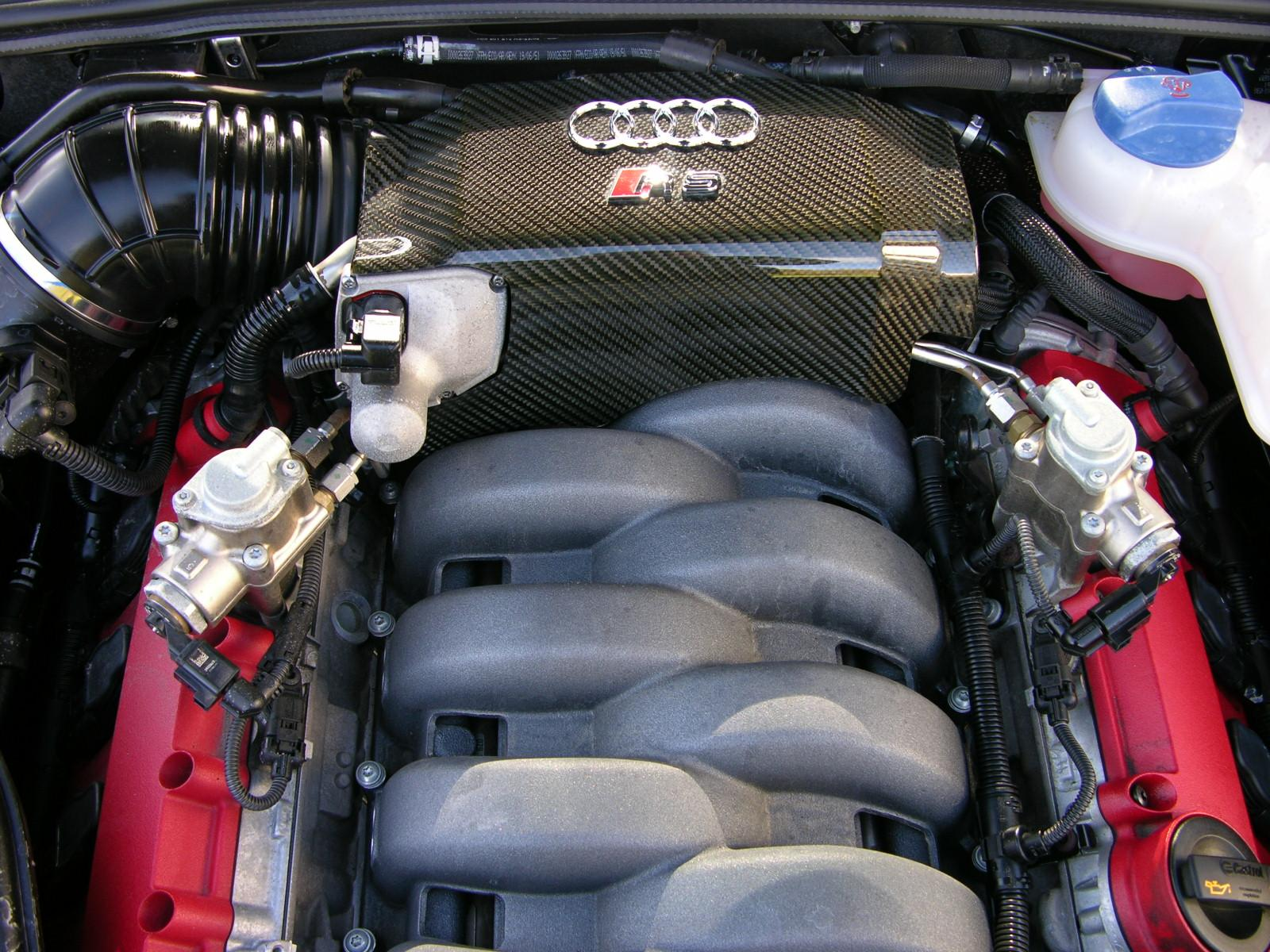
De 4.2 V8 FSI uit de RS 4.

Alle modellen hebben dezelfde motor die nu ook gebruikt wordt in de Audi R8. Dit is een direct ingespoten 4,2-liter (4.163 cc) V8 FSI-motor die een vermogen van 420 pk en een koppel van 430 Nm levert. Het maximumvermogen komt pas vrij bij 7.800 tpm en de motor is in staat om door te gaan tot 8.250 tpm. Het maximum koppel wordt bereikt bij 5.500 tpm waarvan 90% beschikbaar is tussen 2.250 en 7.600 tpm. Het maximale toerental is 8250 TPM. Tevens haalt de motor een specifiek vermogen van 100 pk per liter zonder gebruik te maken van een turbo. De 4.2 FSI motor in de B7 RS4 was tot 2015 de motor met de hoogste zuigersnelheid: 25.5 meter per seconde, 0,3 meter per seconde sneller dan de Honda S2000. Momenteel is de Ford Mustang Shelby GT350 de auto met de hoogste zuigersnelheid, 25,6 meter per seconde.
De auto maakt gebruik van Audi's Dynamic Ride Control (DRC), een volledig hydraulisch onderstelsysteem dat overhellen voorkomt. Standaard beschikt de wagen over Audi's quattro-vierwielaandrijving. In tegenstelling de standaard krachtverdeling van 50:50 heeft het quattro-systeem van de RS4 een verdeling van 40:60 (voor:achter) onder normale omstandigheden. Dit is gedaan om de zware neus van de wagen de compenseren waardoor de rijeigenschappen verbeterd worden. De A4 B7 staat bekend om zijn zware neus, het V8-blok bevindt zich nog voor de vooras direct achter de radiator.
De voorremmen hebben standaard 365 mm geperforeerde en geventileerde stalen remschijven met achtzuigerige remklauwen van Brembo die ook gebruikt worden op de Audi RS6 en Lamborghini Gallardo om een optimale vertraging te garanderen. Lichtere keramische (Audi Ceramic) geperforeerde schijven van 380 mm met zeszuigerige Brembo remklauwen waren een optie en alleen verkrijgbaar in combinatie met 19 inch-velgen. De achterremmen zijn voorzien van 320 mm geperforeerde stalen schijven.
Een ander belangrijk uitgangspunt waar aandacht aan is besteed is het gewicht van de RS4. Om een zo laag mogelijke vermogen/gewicht verhouding te verkrijgen is alles gecontroleerd en aangepast wat overtollige grammen veroorzaakt. Verder zijn de voorspatborden en de achterklep vervaardigd uit aluminium, evenals een aantal onderdelen van het chassis en de wielophanging. Het resultaat is dat elke pk slechts 3,93 kilo moet voortstuwen. Ten opzichte van de gewone A4 is de wagen 30 mm verlaagd. Ook zijn er talloze uiterlijke aanpassingen doorgevoerd waaronder nieuwe bumpers, wielkasten, spoilers en een grotere spoorbreedte zowel voor als achter. Het interieur is deels bekleed met koolstofvezel en aluminium voor een sportieve uitstraling en bevat kuipstoelen en een aan de onderkant afgeplat stuurwiel.
De RS 4 Limousine sprint in 4,8 seconden naar de 100 km/h, de Avant en de Cabriolet accelereren in 4,9 seconden naar 100 km/u. De auto is begrensd, zoals de meeste Duitse auto's, op 250 km/u. Voor een meerprijs kan de begrenzing verhoogd worden, maar het is dan wel noodzakelijk een training te volgen.
De RS 4 kost (in Nederland) nieuw € 109.540.

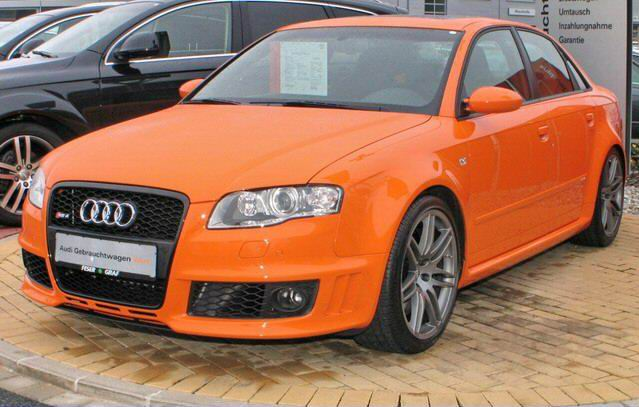
Audi RS 4 B7 Limousine
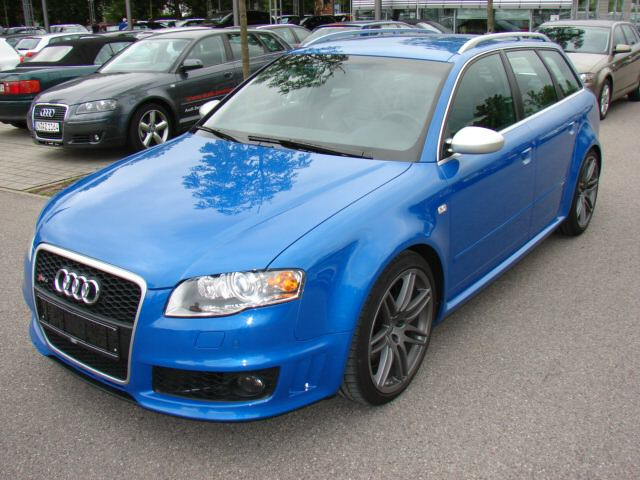
Audi RS 4 B7 Avant
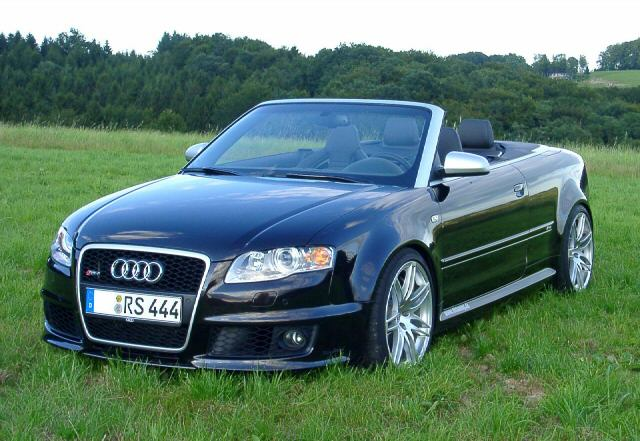
Audi RS 4 B7 Cabriolet

## Derde generatie (B8)

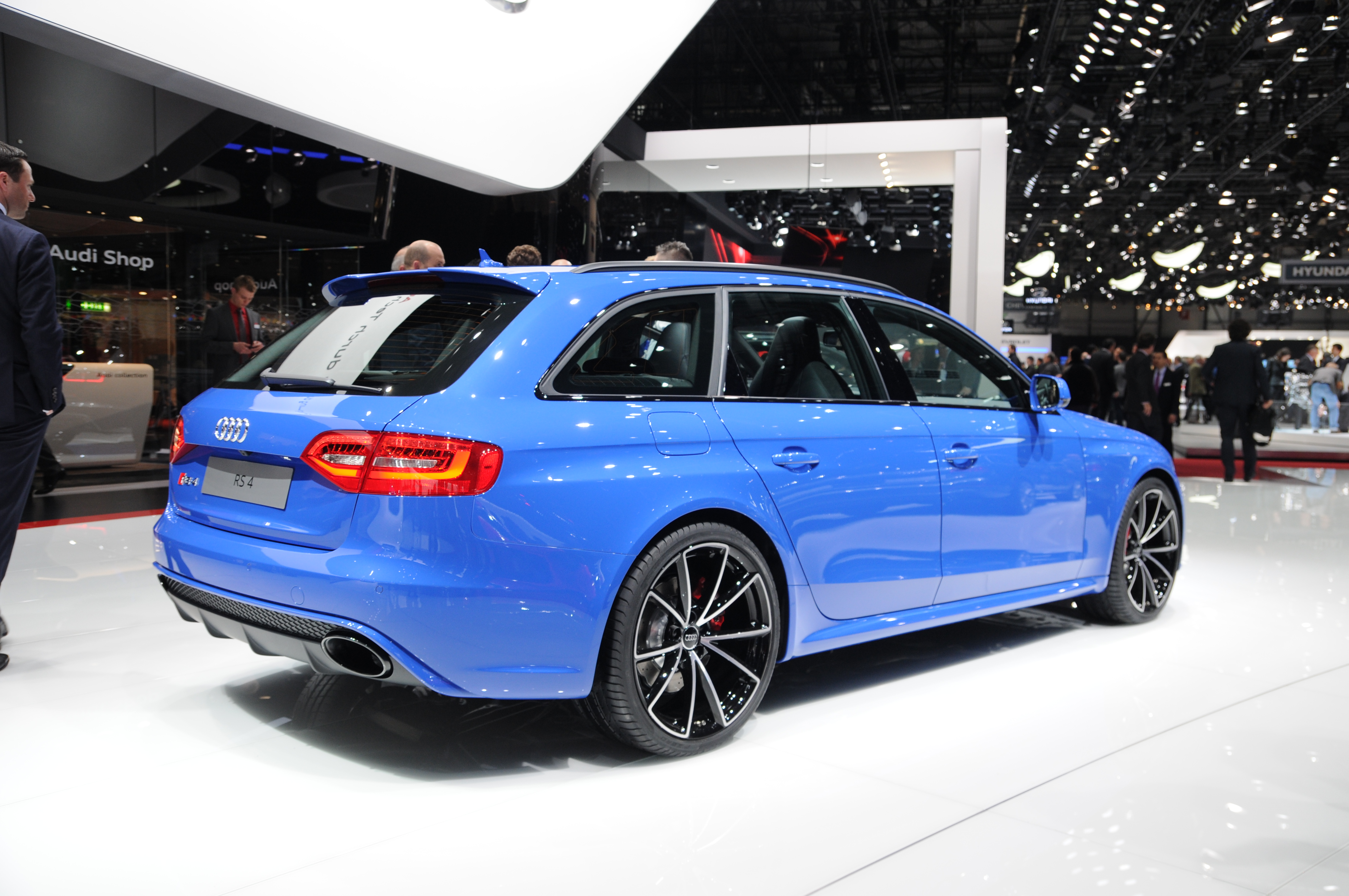
Audi RS 4 Avant

De derde generatie RS 4 kwam in 2012 op de markt. Deze generatie RS 4 was uitsluitend als Avant leverbaar en deelt zijn aandrijflijn met de eerste generatie Audi RS5. De voorstelling van deze generatie RS 4 vond plaats op de Autosalon van Genève 2012.
De hoogtoerige V8 was gebaseerd op het blok uit de vorige RS 4 en R8. Het vermogen is net als in de RS 5 gestegen naar 450 pk, wat pas bij 8250 tpm beschikbaar is. Het koppel is met 430 Nm niet gestegen ten opzichte van de vorige generatie. Wel werd het inlaattraject compleet herzien, omdat de vorige zijn vermogen vaak niet haalde wegens te weinig lucht. Waar de vorige nog exclusief met een handbak te krijgen was, is de nieuwe generatie juist alleen met automaat te krijgen. Dit betreft een zeventraps S tronic met dubbele koppeling, net als in de RS 5 het geval is. De RS4 geniet van een nieuwe generatie quattro met een nieuw Torsen differentieel. Net als de dan leverbare S4 en RS 5 was ook deze RS 4 leverbaar met optioneel sportdifferentieel op de achteras, waarmee het koppel naar omstandigheden  verdeeld wordt over de wielen. De S tronic is voorzien van launch control, waarbij het vermogen bij een sprint vanuit stilstand zo efficiënt mogelijk wordt benut om een maximale acceleratie te genereren.
In het uiterlijk vinden we een opvallende honinggraat grille, bekend bij RS-modellen en sportieve bumpers. Achter is een diffuser met twee ovale uitlaten te zien en de wielkasten zijn breder. De auto staat standaard op 19 inch wielen. In het interieur zijn een afgeplat stuur en koolstofvezel elementen van de partij.
De RS 4  sprint van 0–100 km/u in 4,7 seconden en heeft een begrensde topsnelheid van 250 km/u.

## Vierde generatie (B9)
De RS 4 op basis van de B9-generatie werd gepresenteerd op de IAA Frankfurt 2017. Opnieuw is hij alleen als Avant leverbaar.
Zoals verwacht is de auto technisch gelijk aan de RS 5 die een jaar eerder zijn debuut maakte. Voor de RS 4 betekent dat dat hij naar zijn roots terugkeert, want hij wordt nu aangedreven door een biturbo V6, hetzelfde recept als in de eerste generatie te zien was. Opvallend genoeg is dit blok slechts 2,9 liter groot, kleiner dan in de minder krachtige S4, die een 3.0 TFSI heeft. Het is afkomstig van Porsche, maar levert voor de RS 4 en RS 5 450 pk, exact evenveel als in de vorige RS 4. De winst moet echter uit het koppel gehaald worden, dat dankzij de turbokracht met maar liefst 170 Nm naar 600 Nm is gestegen. De transmissie is nu een simpele achttraps Tiptronic-automaat, zonder dubbele koppeling zoals bij zijn voorganger.
Ondanks de ogenschijnlijk niet zo'n grote verschillen in specificaties is de RS 4 een stuk rapper geworden. Mede omdat er een gewichtsverlies van 80 kg werd behaald, sprint de RS 4 nu in slechts 4,1 seconden naar de 100 km/u. De topsnelheid is naar Duits gebruik weer begrensd op 250 km/u.
Het uiterlijk is een stuk agressiever geworden met een drukke voorbumper met honinggraat grille en grote diffuser achter. Ook opvallend zijn de luchttrajecten te zien naast de koplampen en luchtinlaten aan de voorkant en naast de achterlichten en diffuser aan de achterkant. Hierdoor wordt lucht geleid voor betere aerodynamica. De presentatiekleur was Nogaro blauw, een duidelijke referentie naar de RS 2 en de RS 4 staat op 19 of 20 inch-wielen. Optioneel zijn er een carbon optiekpakket en carbon keramische remmen te krijgen. In het interieur zijn de grootste veranderingen de S-sportstoelen en speciale aluminium of carbon decoratielijsten.